# Таџикистан на Светском првенству у атлетици на отвореном 2009.
Таџикистан је учествовао на 12. Светском првенству у атлетици на отвореном 2009. одржаном у Тегу од 27-4. септембра. Репрезентацију Тађикистана представљало је двоје такмичара (1 мушкарац и 1 жена) који су се такмичили у бацању кладива.
На овом првенству Таџикистан није освојио ниједну медаљу, нити је постављен неки рекорд.

## Учесници
| Мушкарци: - Дилшод Назаров — Бацање кладива | Жене: - Галина Митјаева — Бацање кладива |  |

## Резултати

### Мушкарци
| Атлетичар      | Дисциплина     | Лични рекорд | Квалификације | Квалификације | Финале   | Финале       | Детаљи |
| Атлетичар      | Дисциплина     | Лични рекорд | Резултат      | Место         | Резултат | Место        | Детаљи |
| -------------- | -------------- | ------------ | ------------- | ------------- | -------- | ------------ | ------ |
| Дилшод Назаров | бацање кладива | 79,28        | 75,83         | 7. у гр. А кв | 71,69    | 11 / 33 (34) |        |

### Жене
| Атлетичарка     | Дисциплина     | Лични рекорд | Квалификације | Квалификације | Финале                | Финале       | Детаљи |
| Атлетичарка     | Дисциплина     | Лични рекорд | Резултат      | Место         | Резултат              | Место        | Детаљи |
| --------------- | -------------- | ------------ | ------------- | ------------- | --------------------- | ------------ | ------ |
| Галина Митјаева | бацање кладива | 63,43 НР     | 56,31         | 20. у гр. А   | Није се квалификовала | 38 / 38 (42) |        |